# Пайні-В'ю (Західна Вірджинія)
Пайні-В'ю (англ. Piney View) — переписна місцевість (CDP) в США, в окрузі Релей штату Західна Вірджинія. Населення — 902 особи (2020).

## Географія
Пайні-В'ю розташоване за координатами 37°50′11″ пн. ш. 81°7′48″ зх. д. / 37.83639° пн. ш. 81.13000° зх. д. (37.836412, -81.130109).  За даними Бюро перепису населення США в 2010 році переписна місцевість мала площу 10,57 км², з яких 10,49 км² — суходіл та 0,08 км² — водойми.

## Демографія
Згідно з переписом 2010 року, у переписній місцевості мешкало 989 осіб у 407 домогосподарствах у складі 294 родин. Густота населення становила 94 особи/км².  Було 443 помешкання (42/км²).
Расовий склад населення:
| - 97,8 % — білих - 0,7 % — чорних або афроамериканців - 0,3 % — корінних американців - 0,2 % — азіатів |

До двох чи більше рас належало 1,0 %. Частка іспаномовних становила 0,3 % від усіх жителів.
За віковим діапазоном населення розподілялося таким чином: 20,5 % — особи молодші 18 років, 63,2 % — особи у віці 18—64 років, 16,3 % — особи у віці 65 років та старші. Медіана віку мешканця становила 43,3 року. На 100 осіб жіночої статі у переписній місцевості припадало 101,4 чоловіків;  на 100 жінок у віці від 18 років та старших — 95,0 чоловіків також старших 18 років.
Середній дохід на одне домашнє господарство  становив 54 801 долар США (медіана — 34 572), а середній дохід на одну сім'ю — 67 158 доларів (медіана — 53 993). За межею бідності перебувало 6,5 % осіб, у тому числі 9,7 % дітей у віці до 18 років та 0,0 % осіб у віці 65 років та старших.
Цивільне працевлаштоване населення становило 302 особи. Основні галузі зайнятості: будівництво — 21,2 %, освіта, охорона здоров'я та соціальна допомога — 18,2 %, роздрібна торгівля — 13,9 %, виробництво — 11,6 %.